# Алмазний фонд

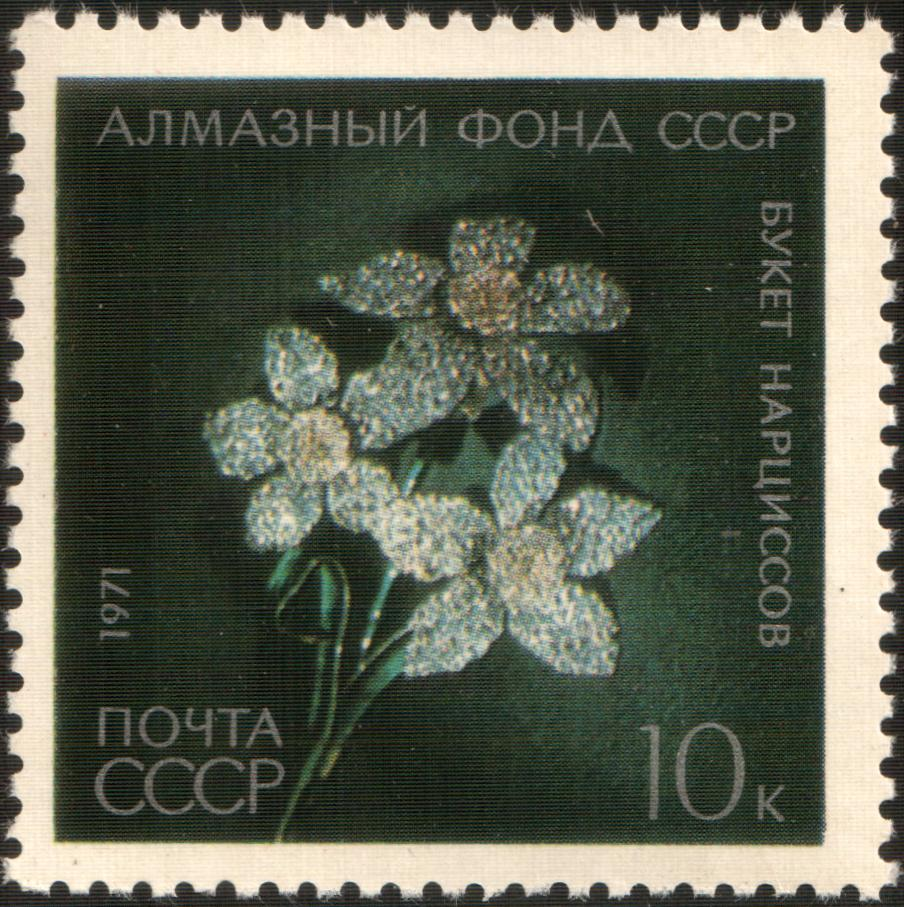

Алмазний фонд Російської Федерації — складова частина Державного фонду дорогоцінних металів і дорогоцінного каміння Російської Федерації, що являє собою зібрання унікальних самородків дорогоцінних металів і унікальних дорогоцінних каменів, що мають історичне і художнє значення, а також зібрання унікальних ювелірних та інших виробів з дорогоцінних металів і дорогоцінного каміння.

## Найбільш значимі експонати
1. Велика імператорська корона, в яку вставлена благородна шпінель — один із семи історичних каменів Алмазного фонду
2. Мала імператорська корона
3. Скіпетр імператорський з діамантом Орлов — одним із семи історичних каменів Алмазного фонду
4. Держава імператорська
5. Діамантовий знак на ланцюгу і зірка до нього ордена Апостола Андрія Первозванного
6. Алмаз Шах — один із семи історичних каменів Алмазного фонду

### Сім історичних каменів
1. Алмаз Орлов 189,62 карат
2. Алмаз Шах 88,70 карат
3. Плоский портретний алмаз 25 карат
4. Гігантська шпінель 398,72 карат
5. Гігантський смарагд 136,25 карат
6. Гігантський цейлонський сапфір 258,18 карат
7. Гігантський оливково-зелений хризоліт 192,6 карат